# Kim Gloss
Kim Gloss (właśc. Kim Rafaela Debkowski vel Dębkowski, ur. 23 sierpnia 1992 w Hamburgu) – niemiecka piosenkarka polskiego pochodzenia. Znana jest m.in. jako uczestniczka programów telewizji RTL: casting show Deutschland sucht den Superstar w 2010 oraz reality show Ich bin ein Star – Holt mich hier raus! w 2012.

## Życiorys
Kim Dębkowski urodziła się w hamburskiej dzielnicy Lurup jako córka polskich imigrantów. W 2009 wzięła pierwszy raz udział w eliminacjach do Deutschland sucht den Superstar, ale odpadła w drugim przesłuchaniu. W 2010 doszła w kolejnej edycji programu, używając niekiedy pseudonimu Kim Gloss do czwartego miejsca, po czym podpisała umowę na wydanie płyty z MOKOH Music/Sony Music. Debiutancki album, anglojęzyczny Rockstar, nagrany przy współudziale Jana-Erika Kohrsa i Stephana Moritza ze spółki autorsko-producenckiej Wunderkind-Entertainment został wydany 13 maja 2011. Piosenki z albumu zostały również opublikowane na dwóch singlach, do których powstały również teledyski. W związku z Mistrzostwami Świata w Piłce Nożnej Kobiet, które w 2011 odbyły się w Niemczech, Kim Gloss opublikowała niemieckojęzyczną piosenkę Weltmeister werden (Wir spielen zusammen).
W styczniu 2012 Kim Gloss była kandydatką w reality show Ich bin ein Star – Holt mich hier raus! i zajęła w finale drugie miejsce za zwyciężczynią Brigitte Nielsen. W czasie pobytu na planie reality show (w tzw. obozie w dżungli) opublikowano jako download jej kolejnego singla Ray Bom A Bom A. Od czasu udziału w programu Kim Gloss jest związana z innym uczestnikiem programu, synem aktora Uwego Ochsenknechta Rocco Starkiem, z którym nagrała również jedną piosenkę.

## Dyskografia

### Albumy
- 2011: Rockstar (MOKOH Music / Sony Music)

### Single
- 2011: Famous in Paris (MOKOH Music / Sony Music)
- 2011: Rockstar (MOKOH Music / Sony Music)
- 2011: Weltmeister werden [Wir spielen zusammen] (MOKOH Music / Sony Music)
- 2012: Ray Bom a Bom A (feat. Wes Miagie) (MOKOH Music / Sony Music)
- 2012: Is It Love (feat. Rocco Stark) (MOKOH Music / Sony Music)

## Linki internetowe
- Kim Debkowski w bazie IMDb (ang.)